# Sparta Rotterdam
Sparta Rotterdam este un club de fotbal din Rotterdam, Țările de Jos, care joacă în Eredivisie.

## Titluri
- Titluri Naționale ale Țărilor de Jos (6): 1909, 1911, 1912, 1913, 1915, 1959
- Cupa Țărilor de Jos (3): 1957-58, 1961-62, 1965-66

## Sparta în Europa
- Q = Runda de calificări
- 1R = Prima rundă
- 2R = Runda secundă
- 3R = Runda a III-a
- 1/4 = Sferturi de finală

| Sezon   | Competiție             | Rundă | Club                     | Scor                |
| ------- | ---------------------- | ----- | ------------------------ | ------------------- |
| 1959–60 | European Cup           | 1R    | IFK Göteborg             | 3–1, 1–3, 3–1       |
|         |                        | 1/4   | Rangers FC               | 2–3, 1–0, 2–3       |
| 1962–63 | Cupa Cupelor UEFA      | Q     | Lausanne Sports          | 0–3, 4–2            |
| 1966–67 | Cupa Cupelor UEFA      | 1R    | Floriana                 | 1–1, 6–0            |
|         |                        | 2R    | Servette Genève          | 0–2, 1–0            |
| 1970–71 | Inter-Cities Fairs Cup | 1R    | ÍA Akranes               | 6–0, 9–0            |
|         |                        | 2R    | Coleraine FC             | 2–0, 2–1            |
|         |                        | 3R    | Bayern München           | 1–2, 1–3            |
| 1971–72 | Cupa Cupelor UEFA      | 1R    | Levski-Spartak           | 1–1, 2–0            |
|         |                        | 2R    | Steaua Roșie Belgrad     | 1–1, 1–2            |
| 1983–84 | Cupa UEFA              | 1R    | Coleraine FC             | 4–0, 1–1            |
|         |                        | 2R    | FC Carl Zeiss Jena       | 3–2, 1–1            |
|         |                        | 3R    | Spartak Moskova          | 1–1, 0–2            |
| 1985–86 | Cupa UEFA              | 1R    | Hamburger SV             | 2–0, 0–2 (4–3 n.p.) |
|         |                        | 2R    | Borussia Mönchengladbach | 1–1, 1–5            |